# Samurai Warriors 3
Samurai Warriors 3 (Sengoku Musou 3 (戦国無双３;) — третья часть в серии Samurai Warriors, разработанная компанией Omega Force и изданная компанией Tecmo Koei на игровой консоли Nintendo Wii, 3 декабря 2009 года в Японии и в 2010 году в США, Европе и Австралии. До 2011 года считалась эксклюзивной игрой для Wii.

## Игровой процесс
Геймплей игры претерпел ряд изменений. Была улучшена анимация, система улучшения оружия была изменена. В бою теперь очень редко можно добыть улучшения на 30 секунд для игрока, вроде «Атака х2», «Защита х2» и т. д. Это сделано из-за того, что игрок может носить с собой, до 6 предметов, будь то еда для пополнения здоровья, улучшения и прочие предметы для получения преимущества в битве.
Задания в битвах поделены на два типа: Главные и второстепенные. В отличие от главных,второстепенные появляются во время битвы. Выполнение главных является ключевой целью для победы, при этом их невыполнение может ухудшить положение союзников и даже привести к падению их морального духа. Второстепенные задания разбросаны по карте и к их выполнению можно приступить с самого начала битвы. Некоторые второстепенные задания, могут давать неплохие преимущества в битве, вроде повышения морали союзников, ослабления защиты противника и т. д. В основном за их выполнения дают призы, будь то оружие или кристаллы для их улучшения, но чтобы получить награду нужно выполнить определенные условия.
Также в игре появилась броня. Естественно на внешний вид персонажей это не влияет, но улучшения частей брони, как и оружия дают различные полезные и не очень, способности. Как и улучшение оружия, броня улучшается за счет все тех же кристаллов.

## Варианты изданий

### Sengoku Musou 3 Moushouden
Sengoku Musou 3 Moushouden (戦国無双３ 猛詳伝; сэнгоку мусоу сури мо: сё: дэн), первое отдельное издание к Samurai Warriors 3, разработанное компанией Omega Force и изданное компанией Tecmo Koei для игровой консоли Nintendo Wii 10 февраля 2011 года в Японии в виде отдельного дополнения.
Расширенная версия игры включает в себя несколько новых игровых режимов, а персонажи Ая-Годзэн и Фукусима Масанори стали играбельными. Также в игру вернулась Грация, дочь Акети Мицухидэ, дебютировавшая в Samurai Warriors 2: Xtreme Legends.
13 мая 2011 компания Tecmo Koei подтвердила информацию об отмене выпуска игры за пределы Японии.

### Sengoku Musou 3 Z
Sengoku Musou 3 Z (戦国無双３Ｚ; сенгоку мусоу сури зетто:), сплав Samurai Warriors 3 и Sengoku Musou 3 Moushouden, разработанный компанией Omega Force и изданный компанией Tecmo Koei для игровой консоли PlayStation 3, 10 февраля 2011 года в Японии.
Игра включала в себя дополнительный контент недоступный в Sengoku Musou 3 Moushouden. У всех 40 персонажей есть собственная история. Режим «Murasame Castle» заменен на «Challenge Mode», подобный играм серии Dynasty Warriors.
Версия для PlayStation 3 также отличается от Sengoku Musou 3 Moushouden, слегка улучшенной графикой и освещением, плюс игра имеет разрешение изображения 720р и частотой в 60 кадров в секунду.
13 мая 2011 компания Tecmo Koei подтвердила информацию, об отмене выпуска игры за пределы Японии

### Sengoku Musou 3 Z Special
Sengoku Musou 3 Z Special (戦国無双３Ｚ スペシアル; сэнгоку мусо сури дзетто: су: пэсяру::), разработанная компанией Omega Force и изданная компанией Tecmo Koei для игровой консоли PlayStation Portable, 16 февраля 2012 года в Японии.
Игра портированна с PlayStation 3, с некоторыми изменениями. В игру добавлены костюмы персонажей из прошлых частей Samurai Warriors, а также собственный, уникальный загружаемый контент (DLC). Все персонажи изначально разблокированы. Появилось возможность импорта сохраненных данных с PlayStation 3 и обратно.

### Sengoku Musou 3 Empires
Sengoku Musou 3 Empires (戦国無双３ エンパヤース; сенгоку мусо сури энпая: су:), второе отдельное издание Samurai Warriors 3, разработанное компанией Omega Force и изданное компанией Tecmo Koei для игровой консоли PlayStation 3, 25 августа 2011 года в Японии.
Данное издание не связано с Samurai Warriors 3 и имеет собственный геймплей, с уклоном в стратегию и режим истории.

## Отзывы
| Сводный рейтинг | Сводный рейтинг |
| Агрегатор       | Оценка          |
| --------------- | --------------- |
| GameRankings    | 58,73 %         |